# Образование в Московской области
Московская область является важным образовательным и научным центром России. В области действуют множество как государственных, так и негосударственных учебных заведений.
Реализацией государственной политики в сфере образования занимается министерство образования Московской области. На данный момент министром является Беляева Светлана Альбертовна (2000-2007) гг.

## Среднее образование

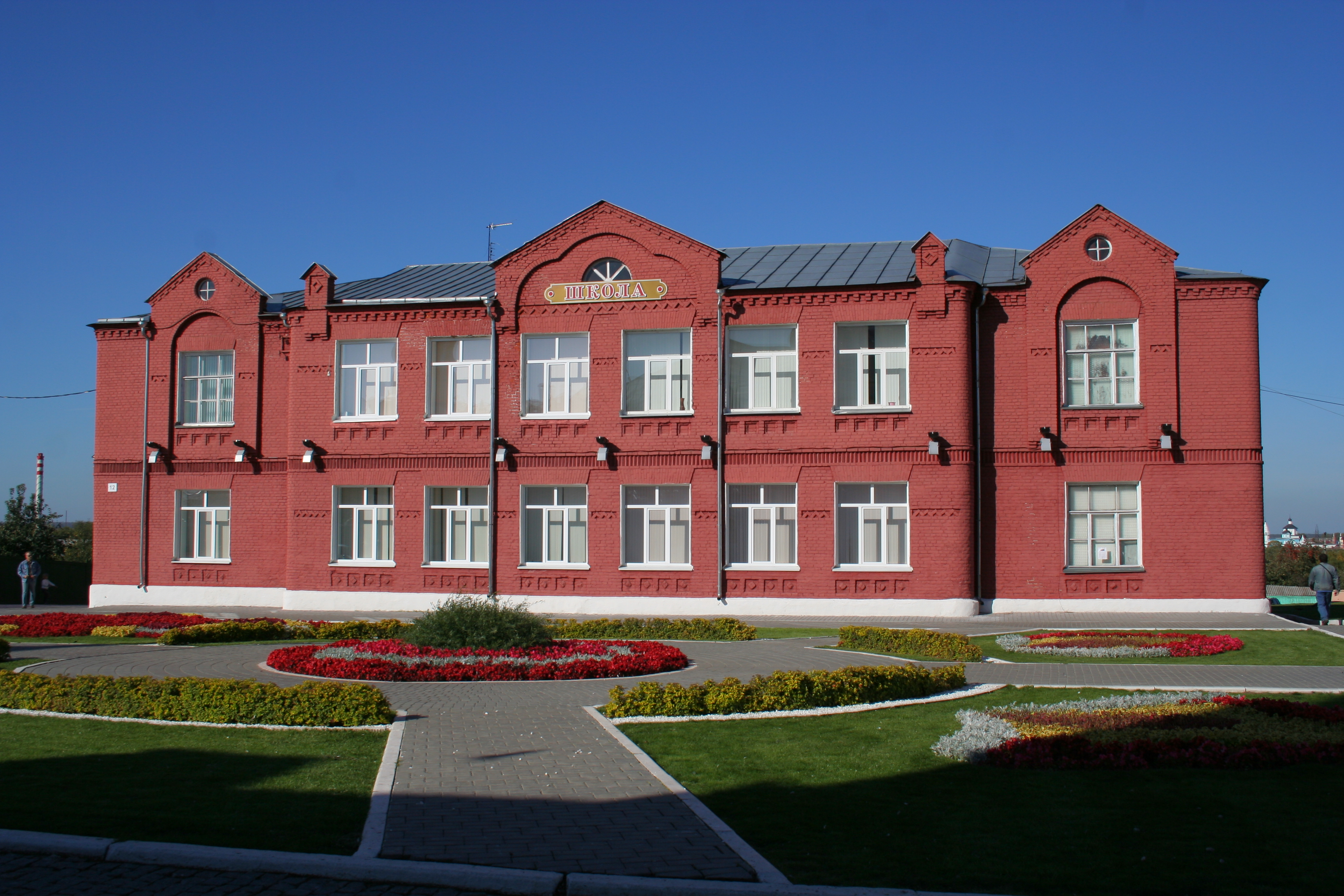
Школа в городе Коломна

Сеть средних образовательных учреждений Московской области охватывает 1520 школ и школ-интернатов, в которых насчитывается более 650 тысяч обучающихся и воспитанников.
В Московской области реализуется проект модернизации системы среднего образования. С 2012 года во всех школах Подмосковья будут использоваться электронные дневники и журналы успеваемости. В 2011 году около 300 школ в области использовали подобные технологии, а информация об успеваемости была доступна для родителей либо на сайте при использовании индивидуального пароля, либо по SMS. Также в некоторых школах проводится эксперимент, когда у каждого ученика есть только персональный личный нетбук — «электронный портфель», который подключен к школьной Wi-Fi сети и интернету.
Также в регионе работает 90 профессиональных училищ и лицеев и 29 учреждений среднего профессионального образования.

## Высшее образование

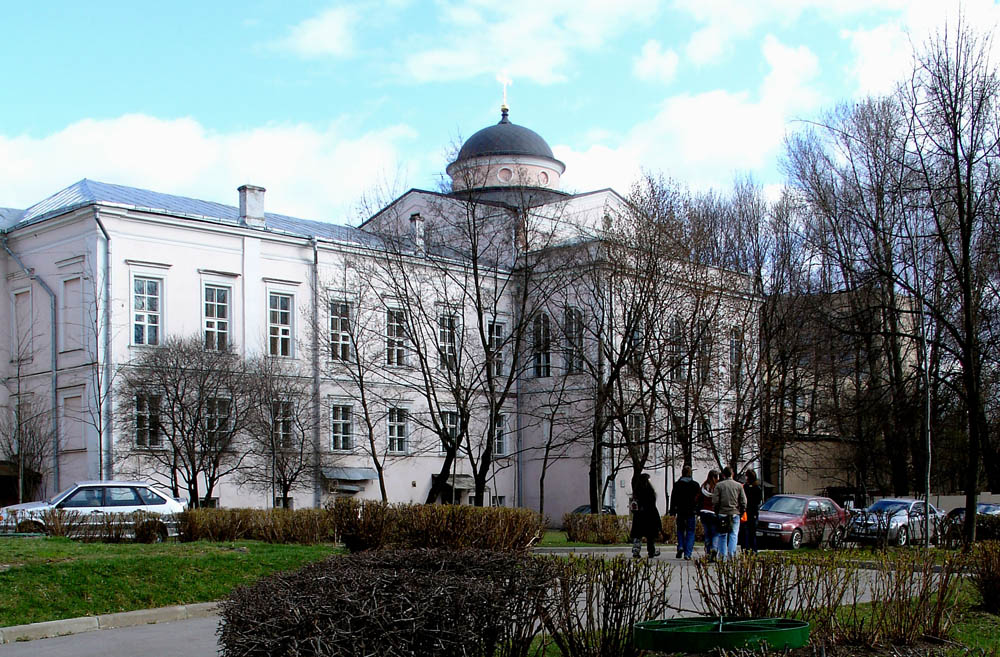
Московский государственный областной университет

Всего на территории Подмосковья расположено более 350 институтов и университетов. Здесь работают шесть областных вузов: Московский государственный областной университет, Академия социального управления, Гуманитарно-социологический институт, Гуманитарно-технологический институт, университет «Дубна», Технологический университет в Королеве. Среди наиболее крупных: Российская международная академия туризма, Московский государственный университет культуры и искусств.
Также на территории области работают филиалы крупных московских университетов. Самую широкую сеть филиалов имеют Российский государственный гуманитарный университет (12 отделений в различных городах региона) и Московский государственный университет приборостроения и информатики (7 отделений).